# Характеристика (література)
Характеристика — у літературній та літературознавчій практиці — позначення та оцінювання сукупності визначальних рис персонажів, особливостей переживань, подій, зображених у художніх творах.
Опис чи презентація літературного персонажа, що з'являється у літературному творі, представляє цю людину та аналізує її поведінку. Це може бути описом характера персонажа і того, що йому подобається і не подобається, а також його здібностей та звичок
Характеристика перебуває на перетині опису та міркування. Залежно від завдань художнього твору може бути пейзажною, портретною, поведінковою, психологічною, ініціаційною, соціальною, мовленнєвою тощо.